# Bukovec (Myjava)
Bukovec je naseljeno mjesto u okrugu Myjava u  Trenčínskom kraju u Slovačkoj.

## Stanovništvo
| Godina:     | 1993. | 2003.    | 2013.   | 2023.   |
| ----------- | ----- | -------- | ------- | ------- |
| Broj ljudi: | 475   | 419      | 424     | 425     |
| Razlika:    |       | -11,78 % | +1,19 % | +0,23 % |

| Godina:     | 2022. | 2023.   |
| ----------- | ----- | ------- |
| Broj ljudi: | 421   | 425     |
| Razlika:    |       | +0,95 % |

Prema podacima o broju stanovnika iz 2023. godine naselje je imalo 425 stanovnika.

## Vanjske poveznice
|  | Zajednički poslužitelj ima još gradiva o temi Bukovec (Myjava) |

- Službena stranica naselja (sl.)